# Намба Мію
Намба Мію (31 травня 2002) — японська плавчиня.
Учасниця Олімпійських Ігор 2020 року.
Призерка Пантихоокеанського чемпіонату з плавання 2018 року.
Призерка Чемпіонату світу з плавання серед юніорів 2019 року.